# Черноречье (Оренбургская область)
Черноре́чье — село в Оренбургском районе Оренбургской области. Административный центр Чернореченского сельсовета.

## География
Село находится на расстоянии 19 км к западу от города Оренбург, административного центра района и области.

### Часовой пояс
Село Черноречье, как и вся Оренбургская область, находится в часовой зоне МСК+2. Смещение применяемого времени относительно UTC составляет +5:00.

## Население
| 2002  | 2010  | 2012  | 2013  | 2014  | 2015  | 2016  |
| ----- | ----- | ----- | ----- | ----- | ----- | ----- |
| 1317  | ↗1443 | ↗1481 | ↗1508 | ↗1539 | ↗1558 | ↗1568 |
| 2017  | 2018  | 2019  | 2020  | 2021  |       |       |
| ↗1634 | ↗1657 | ↗1660 | →1660 | ↘1652 |       |       |

## Улицы
| - ул. 8 Марта, - ул. Гонышева, - ул. Зелёная, - ул. Кооперативная, - ул. Лесная, - пер. Майский, | - ул. Маячная, - ул. Мира, - ул. Молодёжная, - ул. Новая, - ул. Пугачёва, - ул. Пушкина, | - ул. Рабочая, - ул. Сельская, - ул. Сиреневая, - ул. Степная, - пер. Уральский, - ул. Чкалова. |